# بر بحر (فلم)
بر بحر
, فيلم فلسطيني من إنتاج عام 2017 , إخراج ميسلون حمود.

## قصة الفيلم
الفيلم يحكي قصة ثلاث شابات فلسطينيات يعشن في تل ابيب، بعيدا عن اهلهن، يبحثن عن الحرية وغد أفضل.
وبعد زواج احداهن تأتي شابة أخرى للسكن في غرفتها، في البداية ستواجه مشاكل في الاندماج معهن لأنهن مختلفات في السلوك، وما يجمع بينهن هو تقليدية أسرهن، رغم اختلاف ديانتهن وبحثهن عن الحرية وعالم ارحب يتسع لأحلامهن.

## الممثلون
محمود شلبي
أحلام كنعان
سهيل حداد
هنري اندراوس
سمر قبطي
أيمن ضو
امير خوري
خولة حاج دبسي
تامر نفار
فراس نصار
رياض سليمان

## ضجة حول الفيلم
كانت ردود فعل المستخدمين على شبكات التواصل ما بين مؤيد للفيلم ومعارض له، حيث عبر الكثيرون عن طرح الفيلم الجريء والواقعي لمشكلات مجتمعنا، بينما لاقى 'بر بحر' ومخرجته انتقادات لاذعة من الجانب الآخر، الذي يطالب بدوره بحظر الفيلم، على الرغم من أن عددا كبيرا أقروا بأنهم لم يشاهدوا الفيلم. وقالت بلدية أم الفحم عن الفيلم، في بيان عممته على وسائل الإعلام، أمس الأحد، بالهابط، زاعمة أنه 'لا يرتقي لأدنى مقومات النزاهة وقول الحقيقة'. ودعت البلدية إلى مقاطعة فيلم حمود، كما وأكدت رفضها القاطع واستنكارها الشديد لما بالفيلم من 'إساءة مباشرة لأم الفحم وأهلها وللمجتمع الفلسطيني بشكل عام'.

## وصلات خارجية
- مقالات تستعمل روابط فنية بلا صلة مع ويكي بيانات